# WPHL 1903

Sezona 1903 lige WPHL je bila tretja sezona lige Western Pennsylvania Hockey League.

## Končna lestvica
| Moštvo               | OT | Z  | P  | R | GF | GA | TOČ | Povpr. |
| -------------------- | -- | -- | -- | - | -- | -- | --- | ------ |
| Pittsburgh Bankers   | 14 | 10 | 3  | 1 | 58 | 18 | 19  | .679   |
| Pittsburgh PAC       | 13 | 7  | 5  | 1 | 36 | 32 | 15  | .577   |
| Pittsburgh Victorias | 14 | 7  | 7  | 0 | 47 | 40 | 14  | .500   |
| Pittsburgh Keystones | 13 | 2  | 11 | 0 | 19 | 71 | 4   | .154   |